# Destutia excelsa
Destutia excelsa là một loài bướm đêm trong họ Geometridae.